# 贝里奥普拉诺
贝里奥普拉诺（西班牙語：Berrioplano）是西班牙纳瓦拉的一个市镇。总面积26平方公里，总人口1285人（2001年），人口密度49人/平方公里。